# 水流城堡

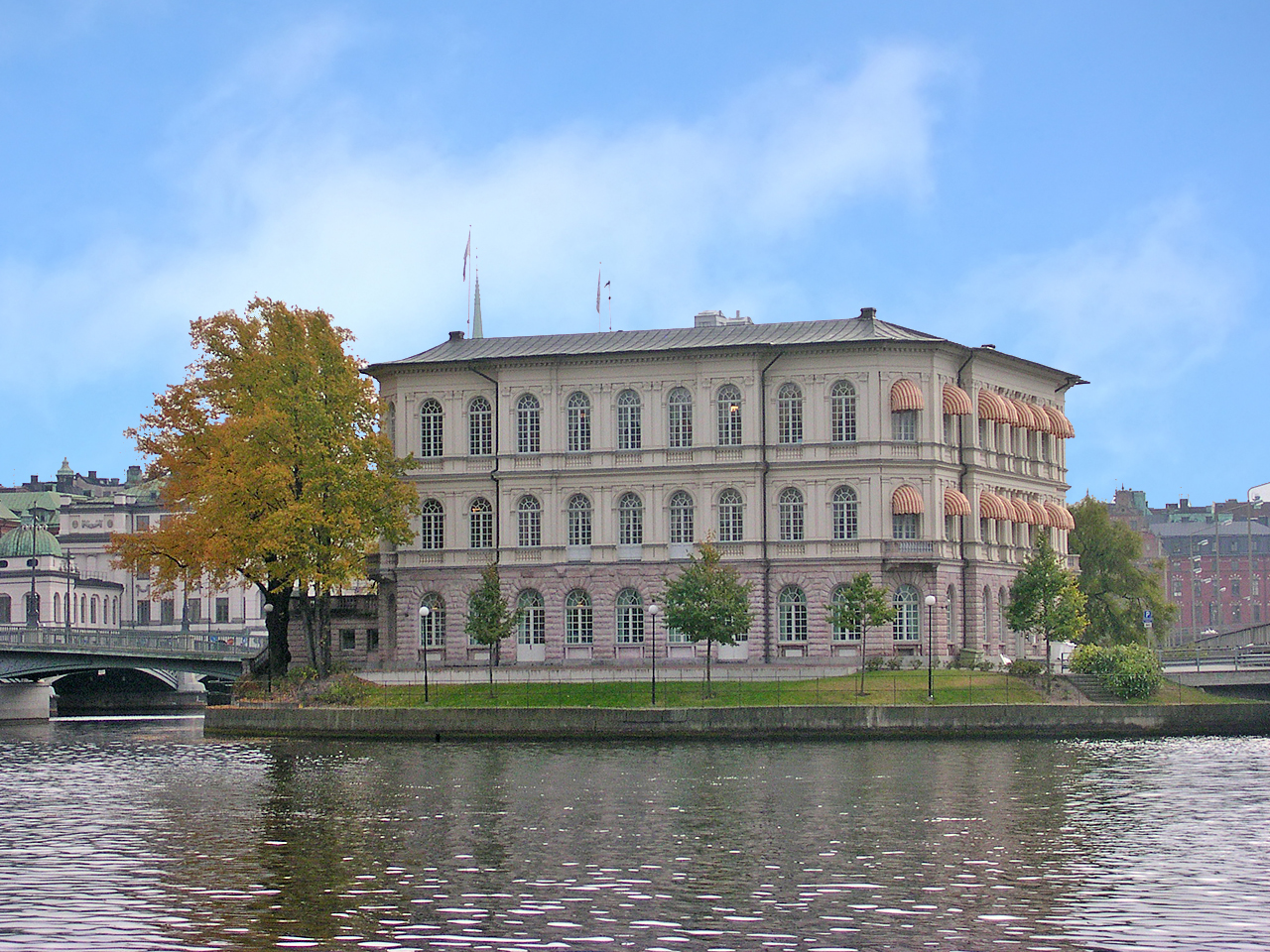
水流城堡

水流城堡（瑞典語：Strömsborg）是瑞典首都斯德哥爾摩的一座岩礁，位於斯德哥爾摩市中心。1740年，商人Berge Olofson Ström買下了這個岩礁。這裡曾經長期是瑞典體育聯合會的總部所在地。現在島上已經恢復了1953年之前的樣貌。

## 外部連結
维基共享资源上的相關多媒體資源：水流城堡
- . Stockholmskällan (City of Stockholm).   [2008-02-07]. （原始内容存档于2008-01-26） （瑞典语）.

59°19′37″N 18°03′46″E / 59.32694°N 18.06278°E